# Cimenná
Cimenná je obec na Slovensku v okrese Bánovce nad Bebravou.
Leží v nadmořské výšce 271 metrů. Žije zde 100 obyvatel.
První písemná zmínka o obci pochází z roku 1484. V obci se nachází římskokatolický kostel svatého Cyrila a Metoděje.
V roce 1940 měla obec 160 obyvatel. Během SNP byla zázemím partyzánského svazku Jana Žižku a oddílu Bohdan Chmelnický. 30. listopadu 1944 ji německá vojska za pomoc partyzánům obsadila. Zavražděno bylo šest obyvatel a vypáleno sedm domů. 40 mužů ve věku nad 16 let bylo odvedeno k výslechu do blízkého Dubodielu.

## Názov
Názov vznikol od koreňa ciment-  zo slovesa cimentovať, to zo staršieho cementovať vo význame čistením zvyšovať rýdzosť zlata.